# Justicia catharinensis
Justicia catharinensis är en akantusväxtart som beskrevs av Gustav Lindau. Justicia catharinensis ingår i släktet Justicia och familjen akantusväxter. Inga underarter finns listade i Catalogue of Life.